# Heliocopris hermes
Heliocopris hermes är en skalbaggsart som beskrevs av Gillet 1911. Heliocopris hermes ingår i släktet Heliocopris och familjen bladhorningar. Inga underarter finns listade i Catalogue of Life.